# Piranhas (chanson)
Pour les articles homonymes, voir Piranha (homonymie).

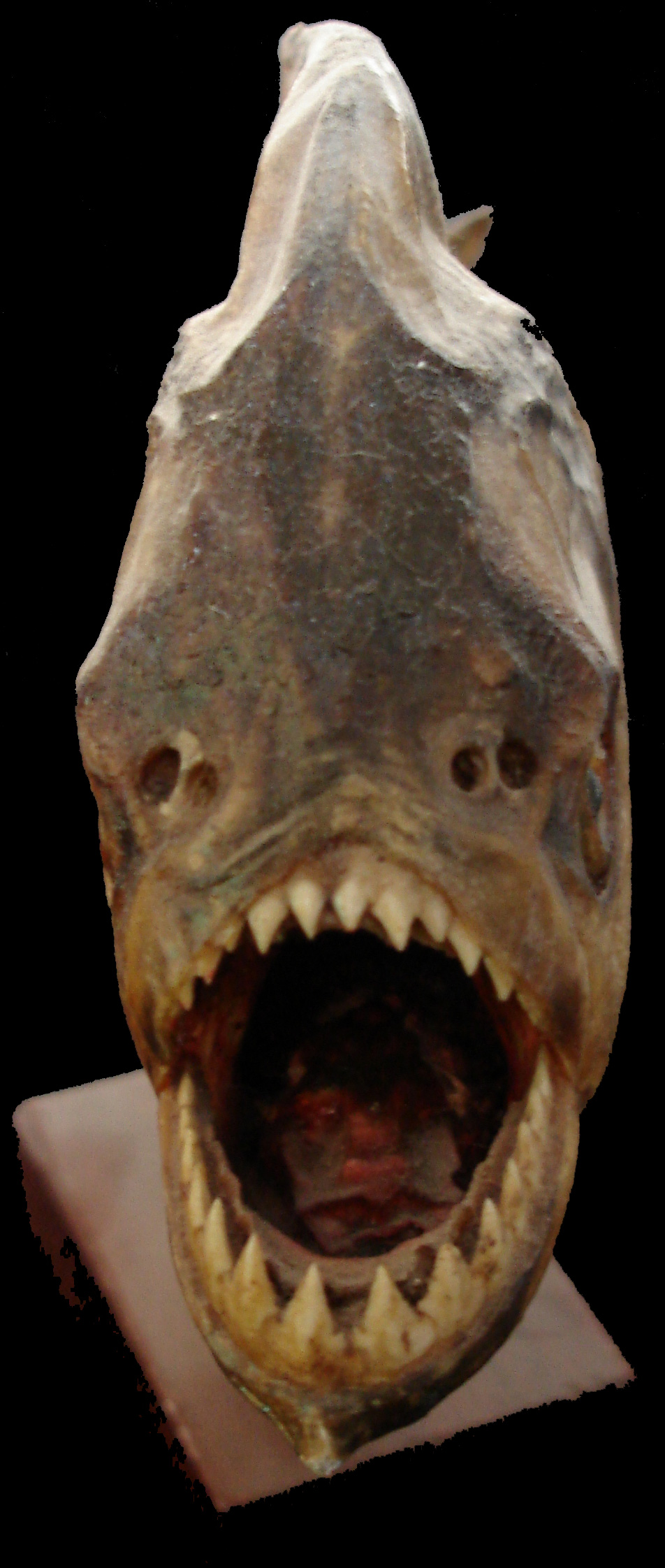
Un méchant piranha

Piranhas est une chanson, sur un rythme de mambo, écrite et composée en 1992 par Jean-François Grabowski (dit Nounours, Gersois de naissance, né à Mauvezin), du groupe lot-et-garonnais Les Astiaous. À vocation légère et humoristique, elle est devenue un tube des ferias et incontournable des répertoires des bandas. 
L'auteur a déclaré au journal Sud Ouest :
« L’idée m’était venue à la lecture d’un fait divers selon lequel des piranhas avaient été lâchés dans la Garonne. […] »
(Précision : C'était à Monheurt, et le piranha est également devenu la mascotte du festival Garonna Show). 
« Comme mes copains des Astiaous sont de Port-Sainte-Marie, au bord du fleuve, j’ai situé l’histoire chez Simone, dans le café où ils avaient leurs habitudes. » 
De plus Simone rime avec Garonne...
Piranhas a été enregistré en public.
« C’était au Florida, à Agen. C’est peut-être cela qui a fait son charme d’emblée, car les spectateurs réagissent sur l’enregistrement original. ».
Elle est disponible sur le CD des Astiaous Merci, merci cher ami (Agorila - AGCD 279)
Les paroles nous racontent que François met de l'eau dans son jaune, se déboutonne pour se soulager dans la Garonne et crie dans la nuit : "Aïe Ouille (onomatopées), pas avec les dents !".
Et que pour chasser les méchants piranhas venus se perdre ici (ils ont dû confondre le Saint-Laurent d'ici avec celui du Maroni), il suffit de jouer du trombone (personne ne résiste à ça).